# Дакия Поролисенсис
Дакия Поролисенсис (на латински: Dacia Porolissensis) e северна римска провинция в Дакия, намираща се на територията през източните Карпати до Прут.

## История
През 124 г. император Адриан отделя територия от провинция Горна Дакия и образува провинцията Dacia Porolissensis.
Столица на Дакия Поролисенсис през 124 г. става municipium Поролисум (Porolissum), който дава името на провинцията.
От 167 до 169 г. Марк Аврелий преструктуира провинция Дакия отново на: Tres Daciae (Dacia Apulensis, Dacia Porolissensis и Dacia Malvensis). Тази структура остава до римското оттегляне при Аврелиан през 271 г. Главна столица е Colonia Ulpia Traiana Augusta Dacia, но голяма част от управлението се намира в Сармизегетуса.
По-късно в провинцията е построен „лимес Поролисенсис“ (Limes Porolissensis).

## Градове на провинцията
- Напока (Napoca)
- Optatiana
- Porolissum
- Потаиса (Potaissa)
- Resculum
- Samum